# 岡山県立倉敷南高等学校
岡山県立倉敷南高等学校（おかやまけんりつ くらしきみなみこうとうがっこう）は岡山県倉敷市吉岡にある県立高等学校。倉敷四校の一つ

## 概要
進路指導に開校当初から力を入れ、県下有数の大学合格実績を挙げている。学校木は「楠」。校章にもデザインされている。倉敷市の木でもあり、校名の「南」の木ともちなんでいる。校門横にも植えられている。また、遠方の児島、総社、玉島、船穂、浅口、里庄方面から通う生徒も少なくない。また文武両道を掲げており、ソフトテニス部・放送無線部・写真部・棋道部・生物園芸部をはじめとして部活動も盛んである。呼ばれ方は「南」「倉南(くらみなみ、くらなん、かだいのみなみ)」等。

## 沿革
- 1972年（昭和47年）11月 本校開校時期、設置学科、通学区域、選抜方法を県教育委員会決定。
- 1973年（昭和48年）4月 岡山県立学校開校準備事務局を岡山県立烏城高等学校内に開局。
- 1973年（昭和48年）10月 岡山県立倉敷新設高等学校開校準備事務局を岡山県立倉敷天城高等学校内に開局。
- 1974年（昭和49年）1月 岡山県立倉敷南高等学校設置。
- 1974年（昭和49年）4月 倉敷青陵高等学校、倉敷天城高等学校との間で合格者の三校総合選抜を開始。
- 1974年（昭和49年）4月 岡山県立倉敷南高等学校開校。
- 1976年（昭和51年）3月 校旗・校歌制定。発表式挙行。
- 1980年（昭和55年）4月 倉敷古城池高等学校が加わり、四校総合選抜となる。第1学年生徒定員390名。
- 1992年（平成4年）7月 第2運動場整地工事完工。
- 1999年（平成11年） 4月 四校総合選抜廃止となり、第1学年生徒定員360名（普通科：類型280名、英語・社会コース40名、数理・自然コース40名）
- 2002年（平成14年） 4月 第1学年生徒定員320名（普通科：類型240名、英語・社会コース40名、数理・自然コース40名）
- 2006年（平成18年）4月 類型の定員を240→200名に削減
- 2007年（平成19年）4月 英語・社会コースと数理・自然コースの廃止。類型定員280名へ。併せて単位制と二期制の導入。

## 設置学科
- 普通科
  - 類型（200名）
  - 英語・社会コース（40名）（募集廃止）
  - 数理・自然コース（40名）（募集廃止）

英語・社会コース（以下、英社と表記）、数理・自然コース（以下、数理と表記）はそれぞれ一年次より文系、理系と固定されており、岡山県の自己推薦入試実施前までは本校で唯一推薦募集を行っていた。
当初は数理・自然コース英語・社会コース共に高い偏差値を誇り、二次募集においても受験した半数が不合格という難易度だった。
逆に一般入試では両コースとも定員割れが引きつづき、英社、数理はほぼ全員合格、類型不合格者が第二希望で救済されるという事態が慣例化したため、2007年度入試より英社、数理ともに募集廃止、類型の定員を増やした。よって、2008年度時点の1・2年生=34・35期生以降は以下の生徒構成である。
各コースの特色としては一年次より文理が決まっており、それぞれ文系・理系の特色からその分野の建造物の見学や文理に関するテーマを取り上げ、それに関して調べて発表する課題研究を実施していた点にある。また、コースのクラスは三年間同じ（担任は変わる）である。
- 普通科
  - 類型（320名）

類型では2年次より文理を分ける。

## 学習指導
生徒は国公立大学に進学する志向であり、近年はほぼ六割の生徒が国公立大学に合格、またブロック校岡山大学進学者の輩出数もトップクラスである。土曜日は本来休みとなるが隔週で「葦岡（よしおか）セミナー」と呼ばれる特別講座を開講している。

## 葦岡祭
葦岡祭（よしおかさい）は本校の学校祭である。
- 毎年九月中旬ごろに行われる。前述の「葦岡セミナー」同様、葦岡とは本校の所在する地域一帯を指す。通常は「吉岡」と表記する。（住所も同様。）
- 通例三日間で行われる。一日目午後、二日目終日は文化祭、三日目は体育祭の性格をもつ。
- 本校の学校祭は関係者以外立ち入ることができない。入場できるのは生徒・教職員とその親族、本校卒業生に限られ、門付近でチェックを行っている。
- 文化祭は一年が展示、二年が体育館ステージを利用した出し物、三年はクイズ大会を行う。
- 体育祭の見どころは応援団と応援パネルで、両方約一カ月以上前から準備・練習している。

またこの催しとは関係ないが一年次スキー合宿や、毎春・冬にスポーツ大会を開催している。さらに一年次は親睦を深める目的から、5月に倉敷美観地区散策が実施される。

## 著名な卒業生
- 高田晴行（岡山県警察警視、カンボジアにて殉職）
- 山下明彦（スタジオジブリ　アニメーター）
- 三宅健介（東京大学医科学研究所感染・免疫大部門感染遺伝学分野教授）
- 広田照幸（日本大学文理学部教授）
- 堀之内紀代子（競艇選手）
- 平松恵美子（映画脚本家、映画監督）[2]
- 児玉了祐（大阪大学大学院工学研究科教授）[3]
- 清瀬まち（レースクイーン、モデル）[4][5]

## 交通アクセス

### バス
- JR倉敷駅3番のりばより、両備バス（市役所経由）で「倉敷南高校入口」下車徒歩5分
- JR倉敷駅5番のりばより、下電バス（古城池経由）で「倉敷南高校前」下車徒歩5分